# Episodi di The Americans (prima stagione)

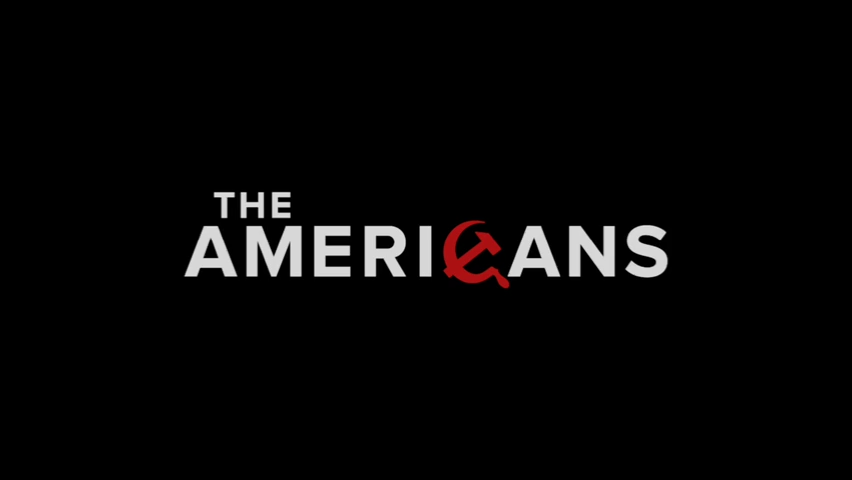
Logo della serie televisiva

La prima stagione della serie televisiva The Americans è stata trasmessa in prima visione assoluta negli Stati Uniti dal canale FX dal 30 gennaio al 1º maggio 2013. L'episodio pilota ha una durata di 70 minuti, anziché di 45 minuti come avviene per i canonici episodi.
In Italia la stagione è stata trasmessa in prima visione satellitare da Fox, canale pay della piattaforma Sky, dal 4 novembre 2013 al 10 febbraio 2014; in chiaro è trasmessa da Rai 4 dal 7 giugno 2018.
| nº | Titolo originale             | Titolo italiano   | Prima TV USA     | Prima TV Italia  |
| -- | ---------------------------- | ----------------- | ---------------- | ---------------- |
| 1  | Pilot                        | Missione          | 30 gennaio 2013  | 4 novembre 2013  |
| 2  | The Clock                    | L'orologio        | 6 febbraio 2013  | 11 novembre 2013 |
| 3  | Gregory                      | Per un amico      | 13 febbraio 2013 | 18 novembre 2013 |
| 4  | In Control                   | Colpo di stato    | 20 febbraio 2013 | 25 novembre 2013 |
| 5  | COMINT                       | Intercettazione   | 27 febbraio 2013 | 2 dicembre 2013  |
| 6  | Trust Me                     | Gioco di spie     | 6 marzo 2013     | 9 dicembre 2013  |
| 7  | Duty and Honor               | Onore e dovere    | 13 marzo 2013    | 16 dicembre 2013 |
| 8  | Mutually Assured Destruction | Il sicario        | 20 marzo 2013    | 23 dicembre 2013 |
| 9  | Safe House                   | Occhio per occhio | 3 aprile 2013    | 13 gennaio 2014  |
| 10 | Only You                     | Solo tu           | 10 aprile 2013   | 20 gennaio 2014  |
| 11 | Covert War                   | Guerra segreta    | 17 aprile 2013   | 27 gennaio 2014  |
| 12 | The Oath                     | Il giuramento     | 24 aprile 2013   | 3 febbraio 2014  |
| 13 | The Colonel                  | Il colonnello     | 1º maggio 2013   | 10 febbraio 2014 |

## Missione
- Titolo originale: Pilot
- Diretto da: Gavin O'Connor
- Scritto da: Joe Weisberg

### Trama
È il 1981, Philip ed Elizabeth Jennings (Matthew Rhys e Keri Russell) sono una coppia di agenti segreti sovietici che operano a Washington D.C. per conto del Direttorato S., un dipartimento segreto del KGB. I loro figli, Paige (Holly Taylor) e Henry (Keidrich Sellati), non sono a conoscenza del loro segreto. I Jennings riescono a rapire Timochev, un disertore sovietico, che tuttavia riesce ad accoltellare il loro complice riuscendo così a non essere ritrasferito nell'Unione Sovietica. Nel frattempo Stan Beeman (Noah Emmerich), un agente dell'FBI specializzato nel controspionaggio, si è trasferito con la sua famiglia nello stesso quartiere dei Jennings. Philip ed Elizabeth non riescono a decidere cosa fare di Timochev, data la presenza di Stan. Philip sembra deciso a consegnarlo all'agente, quando Timochev rivela di aver stuprato Elizabeth durante il suo allenamento anni prima. Dopo aver ucciso Timochev, i Jennings decidono di disfarsi del suo cadavere gettandolo nel fiume Potomac. Stan inizia ad avere dei sospetti quando scopre che una macchina simile a quella di Philip è stata avvistata nei pressi della zona dove Timochev è stato rapito, ma, dopo aver ispezionato di nascosto il bagagliaio di Philip, non riesce a trovare le prove. A seguito della scomparsa di Timochev, Ronald Reagan decide di emettere un decreto top secret che autorizza l'FBI ad usare qualunque mezzo necessario a neutralizzare le spie sovietiche che operano negli Stati Uniti.

## L'orologio
- Titolo originale: The Clock
- Diretto da: Adam Arkin
- Scritto da: Joe Weisberg

### Trama
Philip si finge un agente segreto svedese per sedurre Annelise (Gillian Alexy) e convincerla a fotografare di nascosto l'ufficio del Segretario della Difesa, Caspar Weinberger. Fra tre giorni ci sarà infatti un incontro tra Weinberger, il Primo Ministro inglese Margaret Thatcher e il suo ministro della difesa, John Nott, per discutere l'iniziativa di difesa strategica americana. Philip ed Elizabeth hanno ricevuto l'ordine di infiltrarsi nell'ufficio e inserirvi una cimice; usando le foto scattate da Annelise, decidono di posizionare la cimice in un orologio. I due costringono Viola (Tonye Patano), la donna delle pulizie dei Weinberger, ad aiutarli con il loro piano. Nel frattempo, Stan ricatta Nina (Annet Mahendru), un'impiegata dell'ambasciata sovietica, che diventa quindi una spia dell'FBI. Nina assiste ai festeggiamenti dell'ambasciatore sovietico per la riuscita missione degli agenti segreti. Gli ufficiali dell'ambasciata sovietica ascoltano una conversazione riguardo l'iniziativa di difesa strategica.

## Per un amico
- Titolo originale: Gregory
- Diretto da: Thomas Schlamme
- Scritto da: Joel Fields

### Trama
Nina rivela a Stan che una spia sovietica è stata uccisa la notte del rapimento di Timochev. Si scopre che la spia uccisa è Rob, l'uomo che Timochev aveva accoltellato. L'FBI riesce a rintracciare la sua casa a Filadelfia e scopre che la spia aveva una moglie, Joyce, e un figlio. I Jennings sono confusi quando ricevono un messaggio da Rob che fissa un incontro a Filadelfia. Nutrendo dei sospetti, Philip manda Gregory (Derek Luke), un ex attivista di colore arruolato da Elizabeth come spia, e la sua squadra a Filadelfia. Una volta giunto sul luogo dell'incontro, Gregory deduce che è stata la moglie di Rob a fissarlo, ignara della sorveglianza dell'FBI. Usando la sua squadra per distrarre l'FBI, Gregory riesce a rapirla. Joyce consegna a Philip un messaggio in codice da parte di Robb. Claudia (Margo Martindale), il nuovo supervisore dei Jennings, dice a Philip di contattare la persona menzionata nel messaggio. ll contatto vende a Philip degli schemi per la costruzione di un laser antimissile. Nel frattempo, i Jennings consegnano Joyce e il suo bambino a Claudia, la quale promette che sarà trasferita a Cuba. Nell'Unione Sovietica, il bambino è consegnato ai genitori di Rob. Contemporaneamente, l'FBI trova il cadavere di Joyce, morta per un'overdose.

## Colpo di stato
- Titolo originale: In Control
- Diretto da: Jean de Segonzac
- Scritto da: Joel Fields e Joe Weisberg

### Trama
Qualcuno ha tentato di uccidere il presidente Reagan. Sia l'FBI che il KGB cercano di capire se l'una o l'altra è coinvolta. Dopo aver completato la loro prima missione, interrogando le infermiere di Reagan le quali affermano che il presidente sopravviverà, i Jennings scoprono di dover controllare alcuni cecchini dell'esercito americano per contrastare futuri attacchi. Questo li porta a scoprire che il Segretario di Stato, Alexander Haig, il quale sembra aver preso il controllo della Casa Bianca come presidente ad interim, potrebbe avere dei codici di lancio dell'arsenale nucleare americano. Elizabeth vuole avvertire i sovietici, ma Philip insiste nell'investigare più approfonditamente. Vedono Stan arrivare a casa e ascoltano ciò che ha scoperto. Stan sostiene che è stato John Hinckley Jr. a progettare l'attentato al presidente; inizialmente si temeva che i sovietici fossero coinvolti, ma poi si è scoperta la verità. Mentre Stan e sua moglie si allontanano sempre più, Philip ed Elizabeth si avvicinano, sapendo che non rivelare le informazioni su Haig potrebbe farli uccidere.

## Intercettazione
- Titolo originale: COMINT
- Diretto da: Holly Dale
- Scritto da: Melissa James Gibson

### Trama
Elizabeth incontra Adam Dorwin, il manager di una compagnia privata assunta dal governo americano per occuparsi del programma di difesa missilistica. Dorwin si rivela poi essere un agente del KGB, nome in codice "Udacha"; tuttavia l'uomo si sente nervoso e abbandonato poiché il KGB non può contattarlo temendo che l'FBI lo scopra. L'FBI entra in possesso di nuove radio criptate così che gli agenti del KGB non riescano a scoprire di essere seguiti. Elizabeth approccia un uomo che gestisce questa nuova tecnologia e scopre che i dispositivi criptati sono mobili. I Jennings rintracciano una delle unità mobili nel bagagliaio di un'auto dell'FBI. Elizabeth riesce a fare una copia della scheda criptata, rischiando di essere scoperta. Nel frattempo, Stan spinge Nina a scoprire se il KGB si incontrerà con Udacha. Quando il KGB scopre il codice, l'incontro viene fissato. Essendone a conoscenza, l'FBI segue il contatto di Udacha fino al luogo dell'incontro, mentre Elizabeth uccide Udacha in un luogo diverso. Questi fatti spingono il KGB a pensare che ci sia una talpa fra loro.

## Gioco di spie
- Titolo originale: Trust Me
- Diretto da: Daniel Sackheim
- Scritto da: Sneha Koorse

### Trama
Philip ed Elizabeth vengono rapiti separatamente e interrogati perché accusati di essere spie del KGB in America. Nessuno dei due confessa, anche se le prove dimostrano la loro colpevolezza. I rapitori si rivelano essere degli agenti del KGB incaricati di scovare la talpa; dal momento che i Jennings hanno scoperto per primi i codici criptati che poi sono stati subito cambiati dall'FBI, sembrano essere i principali sospettati. Tuttavia, i Jennings riescono a capovolgere la situazione; Elizabeth picchia spietatamente Claudia, così da mandare un messaggio a chiunque abbia autorizzato il loro rapimento. Dopo aver scoperto che Elizabeth ha rivelato ai superiori che il marito si sta abituando troppo allo stile di vita americano, Philip diventa furioso poiché lo considera un tradimento e pensa che sia stata la causa principale del loro rapimento. Sebbene abbia paura di essere scoperta, Nina riesce intelligentemente a incastrare Vasili, un ufficiale dell'ambasciata sovietica, con l'aiuto di Stan. Nel frattempo, non sapendo dove siano i loro genitori, Paige e Henry decidono di fare l'autostop per tornare a casa dal centro commerciale. Nick (Michael Oberholtzer), l'uomo che dà loro un passaggio, rivolge diverse allusioni ai due ragazzi che decidono di fuggire dopo essersi fermati a metà strada. Paige e Henry promettono di non rivelare ai genitori quanto successo.

## Onore e dovere
- Titolo originale: Duty and Honor
- Diretto da: Alex Chapple
- Scritto da: Joshua Brand

### Trama
Philip viene mandato a New York per screditare un dissidente polacco. Durante il suo soggiorno, ha un rapporto sessuale con una spia di nome Irina, la sua ragazza prima di lasciare la Russia. Irina sostiene che Philip sia il padre suo figlio. Dopo aver completato la missione, rivela a Philip di voler abbandonare il KGB e scomparire; la donna invita Philip a seguirla, ma lui rifiuta. Elizabeth guadagna una nuova fonte nel progetto di difesa strategica, pagando i debiti dell'uomo. Nel frattempo, Stan non partecipa a una cena di famiglia per lavorare fino a tardi; il suo collega lo porta in un bar e lo incoraggia a rimorchiare una donna per avere un rapporto occasionale, ma Stan decide di chiamare Nina. I due passano la notte insieme, ma la situazione sembra suggerire che Nina lo stia raggirando. L'agente Gaad suggerisce a Stan che l'FBI non ha mai promesso di aiutare Nina se le cose dovessero mettersi male. Quando Philip ritorna a casa, Elizabeth si scusa per il loro litigio e gli chiede di rendere vero il loro matrimonio. Philip è d'accordo, ma non riesce a smettere di pensare alla sua notte con Irina.

## Il sicario
- Titolo originale: Mutually Assured Destruction
- Diretto da: Bill Johnson
- Scritto da: Joel Fields e Joe Weisberg

### Trama
Claudia racconta ad Elizabeth del tradimento di Philip; Elizabeth decide di essere solo la sua partner professionale e abbandona l'idea del "vero matrimonio". Intanto, il KGB ha assunto un sicario per uccidere alcuni scienziati americani, ma dopo aver cambiato idea, non riesce a contattarlo. Con l'inconsapevole aiuto di Martha (Alison Wright), un'impiegata dell'FBI, i Jenning lo rintracciano e lo uccidono. Tuttavia, il sicario aveva già piazzato la bomba ad orologeria che, esplodendo, uccide uno degli scienziati e tre bodyguard dell'FBI; Gaad giura vendetta. Nel frattempo, fino a quando l'FBI non possa garantire protezione a Nina, Gaad consegna a Stan le chiavi di un nascondiglio in cui l'agente possa incontrarla segretamente. Dopo essere stato respinto da Martha, l'agente Amador diventa sospettoso e inizi a seguirla.

## Occhio per occhio
- Titolo originale: Safe House
- Diretto da: Jim McKay
- Scritto da: Joshua Brand

### Trama
Philip ed Elizabeth rivelano ai figli la loro decisione di separarsi per un po' di tempo; Paige e Henry non la prendono bene. Nel frattempo, Gaad tenta di assassinare Arkady, il nuovo capo della Rezidentura mente fa jogging nel parco. Philip passa la notte con Martha e il giorno dopo Amador lo affronta. I due si picchiano e Amador viene accoltellato; Philip decide di portarlo in un edificio abbandonato dove, insieme a Elizabeth, cerca di curarlo ed estorcergli i piani dell'FBI. Dopo essersi appostati al parco per attendere l'arrivo di Arkady, gli agenti dell'FBI trovano solo il suo assistente Vlad. Seguendo l'ordine di Stan, l'FBI sequestra Vlad e lo porta in un nascondiglio. Stan telefona ad Arkady e minaccia di uccidere Vlad a meno che Amador non venga rilasciato. Amador muore e i Jennings si sbarazzano del suo cadavere; dopo averlo ritrovato, Stan fa ritorno al nascondiglio e uccide Vlad.

## Solo tu
- Titolo originale: Only You
- Diretto da: Adam Arkin
- Scritto da: Bradford Winters

### Trama
L'indagine dell'FBI sulla morte di Amador sembra fare progressi quando l'anello di Amador (che l'uomo aveva lasciato nel bagagliaio della macchina in cui era stato rinchiuso) viene ritrovato in un negozio di pegni. Stan individua il collega di Gregory che si è disfatto della macchina e sembra essere ad un passo dall'individuare lo stesso Gregory. Il KGB, per ridurre le perdite, fa ricadere su Gregory la colpa dell'omicidio di Amador e si offre di espatriarlo a Mosca. L'uomo rifiuta l'offerta e decide di porre fine alla sua vita alle sue condizioni; né Claudia né Elizabeth riescono a fargli cambiare idea. Claudia chiede a Philip di ucciderlo, avendo compassione per Elizabeth, ma questa lo convince ad accettare il piano di Gregory, che si rivela essere una sparatoria fatale con la polizia. Nel frattempo, Stan promette a Nina di trovare il responsabile della morte di Vlad. La moglie di Stan gli chiede di licenziarsi dall'FBI e di trasferirsi con la sua famiglia. I Jennings fanno fronte ai problemi che l'essere separati comporta.

## Guerra segreta
- Titolo originale: Covert War
- Diretto da: Nicole Kassell
- Scritto da: Joshua Brand e Melissa James Gibson

### Trama
La CIA fa assassinare tre agenti del KGB a Mosca, incluso il mentore di Elizabeth, il generale Victor Zhukov. Elizabeth decide, contro gli ordini del KGB, di uccidere il funzionario della CIA che, secondo quanto scoperto da Claudia, ha pianificato l'operazione. La donna riesce a rapirlo, ma poi cede e lo lascia andare. In seguito, si reca da Philip per riappacificarsi, ma se ne va quando scopre che il marito ha affittato un appartamento. Decide quindi di affrontare Claudia, accusandola di averla spinta a rapire il funzionario della CIA per distruggere la sua carriera. Claudia le rivela di essere stata l'amante di Zhukov e nega di avercela con i Jennings; Elizabeth decide di risparmiarla. Nel frattempo, la moglie di Stan lo lascia; l'uomo si reca da Nina e cerca di porre fine alla loro relazione, ma finisce con l'avere un rapporto sessuale con la donna. Nina, alla quale è stata data una promozione, riesce ad accedere al materiale ottenuto con la cimice nell'orologio di Weinberger, ma non rivela le informazioni a Stan per poter investigare sulla morte di Vlad. Martha fa una sorpresa a "Clark" presentandogli i suoi genitori, che lo approvano.

## Il giuramento
- Titolo originale: The Oath
- Diretto da: John Dahl
- Scritto da: Joshua Brand e Melissa James Gibson

### Trama
La nuova fonte di Elizabeth, Sanford Prince (Tim Hopper), le rivela di aver arruolato un colonnello dell'aeronautica che gli rivelerà importanti informazioni sul progetto di difesa missilistica per 50.000$. Dopo aver visionato alcune di queste informazioni, Mosca ordina a Elizabeth di incontrare il colonnello, nonostante i dubbi della donna. Per controllare l'FBI, Philip chiede a Martha di piazzare una cimice nell'ufficio di Gaad, promettendole di sposarla per assicurarsi la sua fiducia. I due si sposano in una cerimonia privata, alla quale partecipano solo i genitori di Martha e la madre (Claudia) e la sorella (Elizabeth) di Philip. A pochi giorni dall'incontro programmato, Prince viene arrestato per un problema legato al mantenimento di suo figlio. Viola rivela all'FBI di essere stata obbligata a piazzare la cimice; l'FBI decide quindi di fornire al KGB informazioni sbagliate. Grazie alla confessione di Viola e a quella del funzionario della CIA che i Jennings avevano rapito, Stan e Gaad concludono di doversi mettere alla caccia di una coppia sposata, sulla trentina, e creano un loro identikit. Nel frattempo, Nina viene assunta dal Direttorato S e, dopo una conversazione con Stan, decide di rivelare il suo tradimento ad Arkady, proponendogli di diventare una spia doppiogiochista.

## Il colonnello
- Titolo originale: The Colonel
- Diretto da: Adam Arkin
- Scritto da: Joel Fields e Joe Weisberg

### Trama
Avvicinandosi il giorno dell'incontro con il colonnello, Claudia e i Jennings sono preoccupati che questo possa essere compromesso dall'FBI; Claudia esorta Arkady a cancellare la missione e dichiara la sua fedeltà ai Jenning. Philip ed Elizabeth organizzano un piano per portare i loro figli in Canada, in caso l'incontro dovesse andar male; temono infatti che l'incontro possa essere sorvegliato dall'FBI. Nel frattempo, Stan rivela sia a Sandra che a Nina che la sua missione finirà presto; Sandra rifiuta il suo tentativo di riconciliazione e Nina rivela tutto ad Arkady, che ha accettato la sua offerta nonostante lo scetticismo di Mosca. Philip riesce a incontrarsi con il colonnello, il quale sostiene che il progetto di difesa missilistica è tecnicamente irrealizzabile e potrebbe addirittura essere uno stratagemma per spingere l'URSS a sprecare risorse. Arkady riesce a comunicare abilmente a Claudia che la missione è stata cancellata; la donna avverte quindi Philip ed entrambi realizzano che Elizabeth è in pericolo. Philip raggiunge Elizabeth e la fa salire in macchina; i due riescono a eludere l'inseguimento dell'FBI, ma Elizabeth viene colpita da una pallottola. Mentre viene curata in un edificio abbandonato, Philip telefona a Stan per chiedergli di badare ai bambini. Elizabeth si riprende e parla a Philip in russo per la prima volta, chiedendogli di tornare a casa. Nel frattempo, Claudia uccide il funzionario della CIA. Prince crolla sotto la pressione dell'FBI e gli rivela tutto quello che sa del colonnello, mentre Nina consegna ad Arkady un file su Stan. Paige è confusa dal comportamento di Elizabeth e, a tarda notte, entra di nascosto nella lavanderia, curiosa di vedere cosa troverà.